# Альфа-ритм

Альфа-ритм

Альфа-ритм (α-ритм) електроенцефалограми — ритмічні коливання електричного потенціалу з частотою в межах 8-13 Гц і середньою амплітудою 30-70 мкв. Для часової залежності відповідних коливань характерна амплітудна модуляція. Альфа-ритм виражений переважно в задніх відділах мозку, при закритих очах, в стані відносного спокою, при максимально можливому розслабленні м'язів. Він блокується при світловому подразненні, посиленні уваги і розумових навантаженнях. При проведенні детального аналізу структури ЕЕГ іноді розрізняють швидкі і повільні варіанти альфа-ритму. Чітко виражені коливання на відповідній частоті проявляються в тім'яно-потиличної області в віці 4-5 років. У 13-15 років формується стійкий альфа-ритм, виражений у всіх областях.